# أدولف برترام
أدولف برترام (بالألمانية: Adolf Bertram)‏ هو عالم عقيدة وسياسي بولندي وألماني، ولد في 14 مارس 1859 بسكسونيا السفلى في ألمانيا، وتوفي في 6 يوليو 1945 في التشيك.

## مناصب
- انتخب أسقف كاثوليكي.
- انتخب عضو مجلس النواب البروسي اللوردات.
- انتخب أسقف.
- انتخب كاردينال.
- انتخب رئيس الاساقفة.

## روابط خارجية
- أدولف برترام على موقع مونزينجر (الألمانية)